# مالا باورز
مالا باورز (بالإنجليزية: Mala Powers)‏ هي ممثلة أمريكية، ولدت في 20 ديسمبر 1931 بسان فرانسيسكو في الولايات المتحدة، وتوفيت في 11 يونيو 2007 في الولايات المتحدة بسبب ابيضاض الدم.

## أعمال

### أفلام
- (1950) سيرانو دي برجراك

## ترشيحات
- جائزة غولدن غلوب للنجمة الصاعدة، عن عمل: سيرانو دي برجراك (1950)

## وصلات خارجية
- مالا باورز على موقع IMDb (الإنجليزية)
- مالا باورز على موقع ألو سيني (الفرنسية)
- مالا باورز على موقع أول موفي (الإنجليزية)
- مالا باورز على موقع قاعدة بيانات برودواي على الإنترنت (الإنجليزية)
- مالا باورز على موقع قاعدة بيانات الأفلام السويدية (السويدية)
- مالا باورز على موقع إن إن دي بي (الإنجليزية)
- مالا باورز على موقع قاعدة بيانات الفيلم (الإنجليزية)
- مالا باورز على موقع كينوبويسك (الروسية)